# Бец (Ђаковица)
Бец (алб. Beci) је насељено место у општини Ђаковица, на Косову и Метохији. Према попису становништва из 2011. у насељу је живело 1.223 становника.

## Становништво
Према попису из 2011. године, Бец има следећи етнички састав становништва:
| Националност | 2011.          |
| Албанци      | 1.154 (94,36%) |
| Египћани     | 41 (3,35%)     |
| Ашкалије     | 18 (1,47%)     |
| Роми         | 9 (0,74%)      |
| Бошњаци      | 1 (0,08%)      |
| Укупно       | 1.223          |

| Година       | 1948 | 1953 | 1961 | 1971 | 1981  | 1991  | 2011  |
| ------------ | ---- | ---- | ---- | ---- | ----- | ----- | ----- |
| Становништво | 575  | 672  | 762  | 881  | 1.096 | 1.188 | 1.223 |

|  |